# Coprophilia

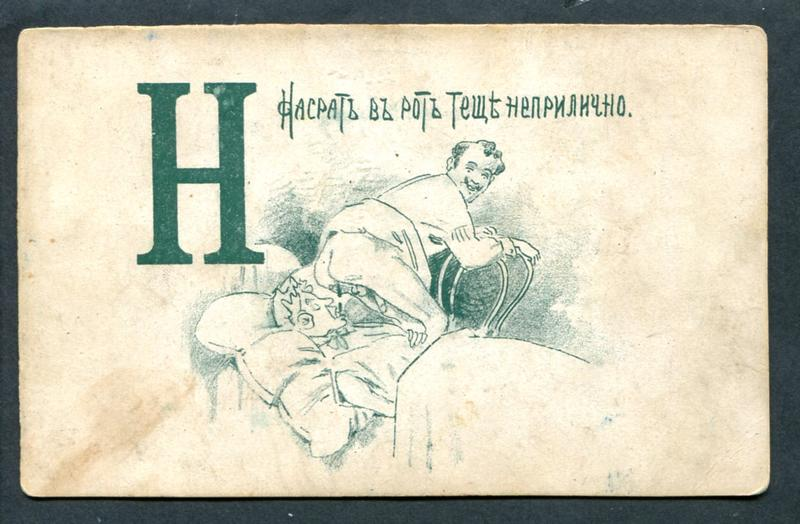
Bảng chữ cái khiêu dâm (cũng là bảng chữ cái Hussar). Tác giả ẩn danh. Sao chép từ một tấm bưu thiếp cuối thế kỷ 19. Từ bộ sưu tập của S. A. Savigan.

Coprophilia, đôi khi còn gọi là scatophilia hoặc SCAT, là một dạng lệch lạc tình dục liên quan đến hưng phấn tình dục và khoái lạc từ phân. Trong Cẩm nang Chẩn đoán và Thống kê Rối loạn Tâm thần (DSM) do Hiệp hội Tâm thần Hoa Kỳ xuất bản, nó được phân loại theo 302.89 Paraphilia NOS và không có tiêu chuẩn chẩn đoán nào ngoài tuyên bố chung về lệch lạc tình dục mà trong đó "chẩn đoán được thực hiện nếu hành vi, ham muốn hoặc hoang tưởng tình dục gây ra đau khổ đáng kể về mặt lâm sàng hoặc sa sút tinh thần trong cuộc sống, nghề nghiệp hoặc các lĩnh vực hoạt động quan trọng khác". Ngoài ra, DSM-IV-TR cũng lưu ý rằng: "Những tưởng tượng, hành vi hoặc đối tượng chỉ được coi là lệch lạc khi chúng dẫn đến đau khổ về mặt lâm sàng hoặc sa sút tinh thần (ví dụ dẫn đến yếu sinh lý, không tỉnh táo về mặt tinh thần, dẫn đến các hành vi liên can đến luật pháp hoặc làm ảnh hưởng đến các mối quan hệ xã hội)".
Mặc dù có thể không có mối liên hệ nào giữa hội chứng này và hội chứng bạo dâm, dữ liệu hạn chế về các nghiên cứu trước xuất phát từ những nghiên cứu về sau. Theo đó, một nghiên cứu trên 164 nam giới ở Phần Lan từ hai câu lạc bộ bạo dâm cho thấy 18,2% đã tham gia vào khuynh hướng tình dục liên quan tới phân; 3% thích những trò ác dâm, 6,1% là những người thông dâm và 9,1% là cả hai. Trong nhóm nghiên cứu, có 18% là người dị tính và 17% người đồng tính đã thử tạo khoái cảm bằng phân, cho thấy không có sự khác biệt về mặt thống kê giữa người dị tính và người đồng tính. Trong một khảo sát phân tích về hành vi lêch lạc tình dục, các nhà khoa học đã tiến hành thí nghiệm với hai nhóm những người đàn ông thích bạo dâm khác nhau, một nhóm có 11 người còn một nhóm 12 người. Cả hai nhóm đều tham gia vào các hành vi tình dục với động vật. Nhóm 12 người sẽ được "kiểm soát" và "định hướng", còn nhóm 11 người thì không. Kết quả đưa ra một con số rất đáng chú ý: trong nhóm 11 người không bị kiểm soát, có đến 6 người đàn ông đã tham gia vào hành vi khoái lạc với phân, trong khi con số tương ứng với nhóm 12 người chỉ là 1.